# العروس الروسية (فلم)
العروس الروسية (بالإنجليزية: The Russian Bride)، فيلم من إخراج ميشيل اس أوخيدا، وبطولة كريستينا بيمينوفا وكوربن برنسن. صدر الفيلم عام 2019 وتم تصويره في الولايات المتحدة، وحصل على تقييم (6 من 10) حسب IMDb 

## القصة
يحكي الفيلم قصة امرأة روسية مطلقة (نينا) لديها ابنة (داشا)، تبحث نينا عن رجل للزواج عبر مواقع الإنترنت المخصصة لذلك، وتتعرف من خلال الموقع على رجل أمريكي (كاري فريدريك)، الذي قال لها أنه أعزب وغني. فاتفقا على موعد مجيئها إلى الولايات المتحدة، وبعد فترة قصيرة تذهب إلى الولايات المتحدة مع ابنتها داشا، ويكون (كاري فريدريك) بانتظارهم هناك برفقة خادمته، ثم يقلها هي وابنتها إلى منزله الفاخر الكبير الواقع في معزل عن المدينة في منطقة نائية باردة، وبوصولهم هناك تبدأ الحقائق بالظهور تدريجيا حيث تكتشف نينا أنَّ كاري كان لديه زوجة وأنه يتعاطى المخدرات، لكنها تتجاهل ذلك، وبعد سلسلة من الأحداث، تدرك نينا أنّ الرجل خدعها، ثم يقع بينهما شجار ينتهي بضربه لها حتى الإغماء، ثم يدخلها في غرفة باردة ويقفل عليها، إلا أنها تعثر على طريق للخروج عبر نفق، وتأتي إلى منزله مهددة بقتله بالبندقية، ولكنه بحركة مفاجئة يأخذ السلاح منها ويطلق النار على أصابع يديها، ويطلب من خادمته أن تعالجها، وبعد ذلك تكتشف نينا أن لفريدريك ابن مريض وهو خدعها ليأخذ أعضاء ابنتها من أجل ابنه، وتنتهي قصة الفيلم بإنقاذ نينا ابنتَها داشا.

## روابط خارجية
- مقالات تستعمل روابط فنية بلا صلة مع ويكي بيانات